# Eupithecia neglectata
Eupithecia neglectata là một loài bướm đêm trong họ Geometridae.